# Хонгоні
Хонго́ні (англ. Khongoni) — традиційна громада у складі дистрикту Лілонгве Центрального регіону Малаві.
Населення — 140536 осіб (2018).